# Torre de Dalt (Gaibiel)
La Torre de Dalt, també coneguda com a Torre del Dit, a la població de Gaibiel, comarca de l'Alt Palància, a la província de Castelló, és una torre defensiva situada en el turó que domina la Rambla de Gaibiel, que està catalogada com a Bé de Rellevància Local, amb codi identificador 12.07.065-004, segons consta a la Direcció General de Patrimoni Artístic de la Generalitat valenciana.

## Història
Igual que succeeix amb el  Castell falta documentació que avali el que es coneix sobre la Torre. El nom de Torre del Dit és un nom més recent que el propi, Torre de Dalt, i té el seu origen en la forma que han conservat les ruïnes d'aquesta.
Es creu que l'origen de la torre és musulmà, podent ser una torre defensiva de suport i guaita del castell de Gaibiel, encara que les restes que s'han estudiat indiquen que la seva estructura és més semblant a un castell de petites dimensions que a una torre defensiva o de vigilància.
Actualment només queden unes poques restes, en concret restes del flanc de la torre cilíndrica, realitzada amb maçoneria, i situada molt a prop de les restes d'un emmurallament.

## Descripció
Com ja hem comentat anteriorment l'estructura de les restes ens indica que es tracta més d'una petita fortalesa que d'una torre exempta.
Sembla que va haver de tenir una forma cilíndrica amb uns murs de 1.10 metres de gruix.
Es troba a l'extrem d'una esplanada de dimensions reduïdes (uns 300 m2), en una muntanya aproximadament a un quilòmetre de la població, en direcció a Matet.